# Mózes-Finta Edit
Mózes-Finta Edit (Kézdialmás, 1945. február 20. –) magyar képzőművész, Mózes Attila felesége.

## Élete
Iskoláit Szilágysomlyón kezdte, ahova szüleit 1950-ben mint osztályellenségnek és kizsákmányolónak minősülőket kényszerlakhelyre telepítették. Középiskolai tanulmányait Marosvásárhelyen csak 1966-ban végezhette el. A Ion Andreescu Képzőművészeti Főiskola grafikai szakán 1974-ben szerzett diplomát. Készített illusztrációkat, filmplakátokat, fotógrafikát. Dolgozott könyvkiadóknak, szövegképei jelentek meg az Utunkban, Korunkban, Igaz Szóban. Alkotásait a szürrealizmussal rokon szemlélet jellemzi. 1992-ben Magyarországra költözött.

## Művei
- Fiumei ablakok. Finta Edit verses és Király László képes könyve; Timp, Budapest, 2004
- Áttűnések; képvál. Feledy Balázs, Szücs György; IAT, Budapest, 2012
- Elfolyó homok csöndje; Pannónia Ny., Budapest, 2018
- Szamárfogat a hegyre vitt; Pannónia Ny., Budapest, 2022